# 上海市浦东新区人民政府
上海市浦东新区人民政府，简称浦东新区人民政府，是中华人民共和国上海市浦东新区的县级地方国家行政机关，前身为1990年5月3日设置的上海市人民政府浦东开发办公室，1993年1月1日改组为上海市浦东新区管理委员会，2000年8月6日改为现名。政府驻地为浦东新区花木街道世纪大道2001号，世纪广场东北侧。

## 历史

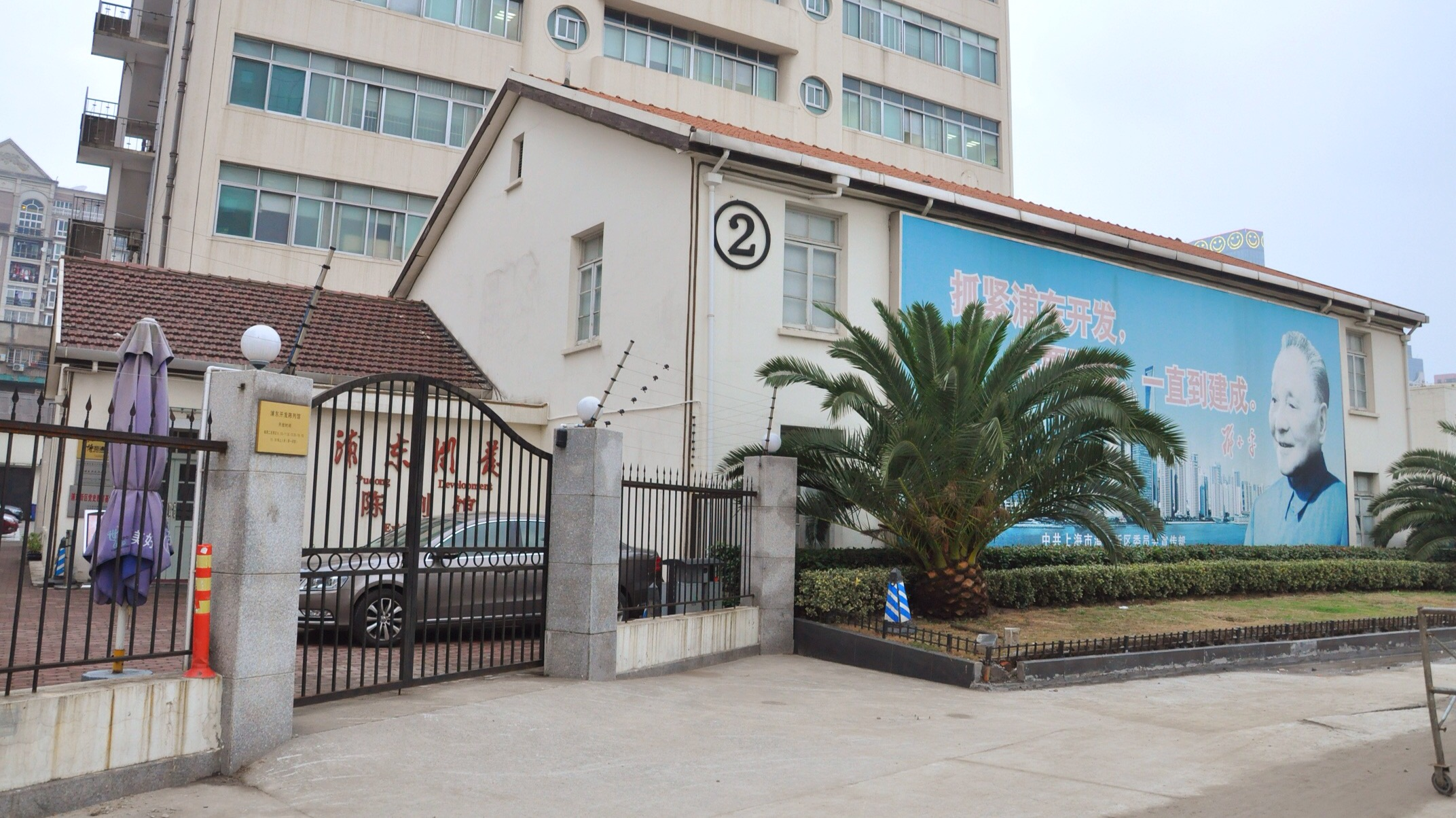
浦东大道141号2号楼，2003年3月19日被列入浦东新区登记不可移动文物

浦东开发开放前，浦东的行政区域曾由川沙县、上海县（三林乡）、黄浦区、南市区及杨浦区等区县人民政府管理。1990年5月3日，上海市人民政府浦东开发办公室在浦东大道141号挂牌。1992年11月19日上海市浦东新区管理委员会（筹）成立，首任主任为赵启正。
1993年1月1日，上海市浦东新区管理委员会在浦东大道141号2号楼挂牌成立，为上海市人民政府的派出机构。
2000年8月6日，上海市浦东新区人民政府成立，浦东新区管理委员会不再行使其职能。2000年8月8日，浦东新区人民政府在浦东大道141号挂牌；同年9月30日迁入花木街道世纪大道2001号世纪广场办公。2009年10月9日，浦东新区人民政府成山路办公楼在成山路820号正式启用，入驻办公的部门有审计局、环保局、卫生局、司法局、民政局、科委等。
2015年4月27日，为配合上海自贸区扩区的建设，中国（上海）自由贸易试验区管理委员会与上海市浦东新区人民政府实行合署办公。

### 浦东历任行政首长
下列为浦东历任行政首长：
上海市人民政府浦东开发办公室主任（1990年－1992年）
1. 杨昌基（1990年－1991年）
2. 夏克强（1991年－1992年）

上海市浦东新区管理委员会（市人民政府派出机构）主任（1992年（筹）－2000年）
1. 赵启正（1992年（筹）－1998年）
2. 周禹鹏（1998年－2000年）

上海市浦东新区人民政府区长（2000年至今）
1. 胡　炜（2000年－2003年）
2. 姜斯宪（2003年－2004年）
3. 张学兵（2004年（代理）－2008年）
4. 李逸平（2008年（代理）－2009年）
5. 姜　樑（2009年－2013年10月31日）
6. 孙继伟（2013年10月31日2016年8月19日[10]）
7. 翁祖亮（2016年8月19日[11]－2016年12月30日[12]）
8. 杭迎伟（2017年1月11日－2023年10月[13]）
9. 吴金城（2024年1月20日－）

## 职能
浦东新区管理委员会时期
在浦东新区管理委员会时期，其基本管理职能为统一管理浦东开发开放工作，履行地方国家行政机关的管理职能，贯彻执行国家和中共上海市委、上海市人民政府制定的有关浦东新区建设方针、政策，并实行“小政府、大社会、大服务”的新管理体制。
浦东新区人民政府的主要职责
浦东新区人民政府成立后，根据《中华人民共和国地方各级人民代表大会和地方各级人民政府组织法》的规定，浦东新区人民政府主要职责包括：
1. 执行浦东新区人民代表大会及其常务委员会的决议，以及上海市人民政府的决定和命令，规定行政措施，发布决定和命令；
2. 领导浦东新区所属各工作部门和下级人民政府的工作；
3. 改变或者撤销浦东新区所属各工作部门的不适当的命令、指示和浦东新区各镇人民政府（街道办事处）的不适当的决定、命令；
4. 依照法律规定，任免、培训、考核和奖惩浦东新区人民政府工作人员；
5. 执行国民经济和社会发展计划、预算，管理浦东新区的经济、教育、科学、文化、卫生、体育事业、环境和资源保护、城乡建设事业和财政、民政、公安、民族事务、司法行政、监察、计划生育等行政工作；
6. 保护社会主义的全民所有的财产和劳动群众集体所有的财产，保护公民私人所有的合法财产，维护社会秩序，保障公民的人身权利、民主权利和其他权利；
7. 保护浦东新区内各种经济组织的合法权益；
8. 保障少数民族的权利和尊重少数民族的风俗习惯，帮助浦东新区内各少数民族聚居的地方依照宪法和法律实行区域自治，帮助各少数民族发展政治、经济和文化的建设事业；
9. 保障宪法和法律赋予妇女的男女平等、同工同酬和婚姻自由等各项权利；
10. 办理上海市人民政府交办的其他事项。

与上海自贸区管委会合署办公及政府职能转变
浦东新区人民政府与上海自贸区管理委员会合署办公后，将转变其政府职能，这主要包括四个方面的要求：即全面正确履行政府职能、激发市场主体活力、着力解决市场体系不完善、政府干预过多和监管不到位问题以及完善行政运行机制。

## 机构设置
上海市浦东新区人民政府设置下列部门：
- 上海市浦东新区人民政府办公室
- 上海市浦东新区发展和改革委员会（与统计局、物价局合署办公）
- 上海市浦东新区教育局（与体育局合署办公）
- 上海市浦东新区科技和经济委员会（与知识产权局、安全监管局、海洋局、航运办合署办公，其中知识产权局于2014年11月16日设立，2015年1月1日正式运行，为中国首家单独设立的知识产权局，行使专利、商标、版权行政管理和综合执法职能[17]；2016年8月24日，浦东科学技术委员会与经济和信息化委员会合并为科技和经济委员会[18]）
- 上海市浦东新区民政局（与社会团体管理局合署办公）
- 上海市浦东新区司法局
- 上海市浦东新区财政局
- 上海市浦东新区人力资源和社会保障局（与公务员局、医保办合署办公）
- 上海市浦东新区建设和交通委员会（与住房保障和房屋管理局、民防办合署办公）
- 上海市浦东新区农业委员会
- 上海市浦东新区环境保护和市容卫生管理局（与水务局、城管执法局合署办公）
- 上海市浦东新区卫生和计划生育委员会
- 上海市浦东新区审计局
- 上海市浦东新区国有资产监督管理委员会（与集资委合署办公）
- 上海市浦东新区规划和土地管理局
- 上海市浦东新区金融局
- 上海市浦东新区监察局
- 上海市浦东新区文化广播影视管理局（与新闻办公室合署办公）
- 上海市浦东新区台湾事务办公室
- 上海市浦东新区民族和宗教事务委员会
- 上海市浦东新区侨务办公室
- 上海市浦东新区市民中心（与投资办合署办公）
- 上海市浦东新区档案局
- 上海市浦东新区人民防空办公室
- 上海市公安局浦东分局
- 上海市浦东新区国家税务局、上海市浦东新区地方税务局
- 上海市浦东新区市场监督管理局（2014年1月1日设立，取代浦东新区工商局、质监局、食药监局的职能[19]）
- 上海市浦东新区气象局

### 相关园区管理委员会
上海市人民政府派出机构
上海市人民政府在浦东新区境内的一些开发区设有下列派出机构：
- 中国（上海）自由贸易试验区管理委员会（与浦东新区人民政府合署办公）
- 上海市张江高新技术产业开发区管理委员会（与上海自贸区管委会张江管理局合署办公）
- 上海陆家嘴金融贸易区管理委员会（与上海自贸区管委会陆家嘴管理局合署办公）
- 上海国际旅游度假区管理委员会

浦东新区人民政府派出机构
- 上海金桥经济技术开发区管理委员会（与上海自贸区管委会金桥管理局合署办公）

## 区政府现任领导
| 排名 | 姓名         | 现任党职                                                      | 现任公职                                                                               |
| ---- | ------------ | ------------------------------------------------------------- | -------------------------------------------------------------------------------------- |
| 1    | 吴金城       | 中共浦东新区区委副书记 上海国际旅游度假区管委会党组书记       | 上海市人民政府副秘书长 浦东新区人民政府区长 中国（上海）自由贸易试验区管委会常务副主任 |
| 2    | 杨朝         | 中共浦东新区区委常委 中共浦东新区人民政府党组副书记           | 浦东新区人民政府常务副区长 中国（上海）自由贸易试验区管委会副主任                      |
| 3    | 徐徕         | 中共浦东新区区委常委 中共浦东新区人民政府党组副书记           | 浦东新区人民政府副区长                                                                 |
| 4    | 马雪波       | 中共上海市公安局浦东分局党委书记 中共浦东新区区委政法委副书记 | 浦东新区人民政府副区长 上海市公安局浦东分局局长                                        |
| 5    | 张娣芳（女） | 九三学社上海市委员会副主任委员                                | 浦东新区人民政府副区长                                                                 |
| 6    | 毕桂平       | 中共浦东新区人民政府党组成员                                  | 浦东新区人民政府副区长                                                                 |
| 7    | 吕雪城       | 中共浦东新区人民政府党组成员                                  | 浦东新区人民政府副区长                                                                 |
| 8    | 徐欣         | 中共浦东新区人民政府党组成员                                  | 浦东新区人民政府副区长                                                                 |
| 9    | 李慧         | 中共浦东新区人民政府党组成员                                  | 浦东新区人民政府副区长                                                                 |

## 新媒体平台
浦东新区人民政府新闻办公室的官方新浪微博“浦东发布”于2011年11月24日上线；而在2013年5月28日，浦东新区政府新闻办的官方微信公众账号“浦东发布”亦正式上线，为上海市区县首个官方微信公众账号，设有“城·事”、“人·梦”、“居·行”、“乐·活”（已取消）和“浦东方言每天学”栏目。目前该账号工作日共推送5条一组的消息，节假日则只推送1条。